# Aleksiej Balasnikow
Aleksiej Iwanowicz Balasnikow (ros. Алексей Иванович Балясников, ur. 4 lutego 1920 we wsi Nowikowo w obwodzie tambowskim, zm. 4 marca 1986 w Kijowie) – radziecki lotnik wojskowy, Bohater Związku Radzieckiego (1945).

## Życiorys
Urodził się w rodzinie chłopskiej. Skończył niepełną szkołę średnią i fabryczno-zawodową szkołę żeglugi rzecznej, później sterował pasażerskimi statkami rzecznymi. W 1939 został powołany do Armii Czerwonej, ukończył wojskową szkołę lotniczą w Borisoglebsku, od czerwca 1941 uczestniczył w wojnie z Niemcami. Walczył m.in. na 4 Froncie Ukraińskim, do października 1944 jako dowódca eskadry 181 pułku lotnictwa myśliwskiego 15 Gwardyjskiej Dywizji Lotniczej 10 Korpusu Lotniczego 8 Armii Powietrznej w stopniu kapitana wykonał 145 lotów bojowych, w których strącił osobiście 16 i w grupie 5 samolotów wroga. Do końca wojny wykonał 620 lotów bojowych (w tym 507 zwiadowczych) i stoczył 148 walk powietrznych, strącając osobiście 28 i w grupie 8 samolotów wroga. Wojnę zakończył w Pradze. W grudniu 1945 został zwolniony do rezerwy. Później pracował w lotnictwie cywilnym i jako zastępca dyrektora technikum leśniczego w obwodzie żytomierskim.

## Odznaczenia
- Złota Gwiazda Bohatera Związku Radzieckiego (23 lutego 1945)
- Order Lenina
- Order Czerwonego Sztandaru (dwukrotnie)
- Order Wojny Ojczyźnianej I klasy (dwukrotnie)

I medale.